# 李塨

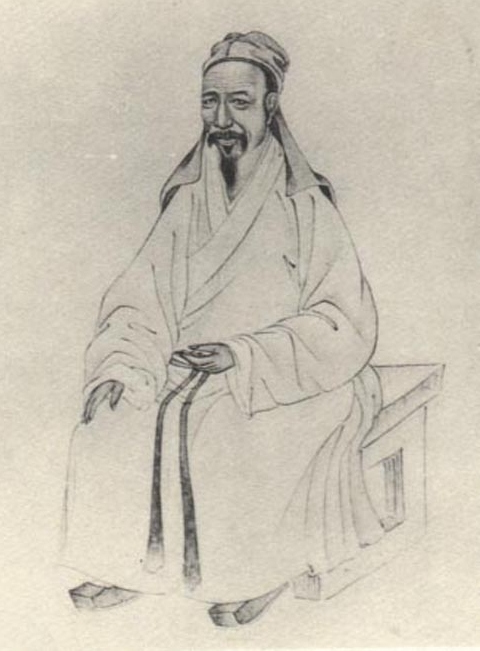
李塨

李 塨（り きょう、拼音: Lǐ Gōng、1659年 - 1733年）は、中国清代初期の学者。字は剛主。恕谷と号する。顔元と並ぶ顔李学派の筆頭。

## 略伝
保定府蠡県の出身。1690年に挙人となり、60歳で通州学正となるが、80日間勤めて、病気のために辞任して郷里に帰る。よく知られた親孝行で、父と育ての母のもとに居住していたが、毎朝早く起きて25里離れた生母のところへ歩いて行って4人の弟に読書を教え、夕方には父のもとへ戻って拝し、また生母のところへ行って生母を拝す、という風だった。父が亡くなった後、3日間食を断ったともいう。75歳で没する。

## 学問
弱冠にして、琴を張而素に、射を趙思学に、数を劉見田に、書を彭通（雪翁）に、兵法を王餘祐にそれぞれ学んだ。さらに礼を博野の顔元、楽律を毛奇齢に学んで一家をなし、郊社宗廟の諸大典をことごとく考究した。その学風は実用を尊び、弟子が非常に多く、馮辰・劉調賛などが有名。

## 著作
- 『周易傳注』7巻
- 『筮考』1巻
- 『郊社考辯』1巻
- 『論語傳注』2巻
- 『大学傳注』1巻
- 『中庸傳注』1巻
- 『傳注問』1巻
- 『李氏学楽録』2巻
- 『大学辯業』4巻
- 『聖経学規纂』2巻
- 『論語』2巻
- 『小学稽業』5巻
- 『擬太平策』7巻
- 『閲史郗視』5巻
- 『恕谷後集』13巻